# Cia Court
Cia Court (* 20. Jahrhundert) ist eine US-amerikanische Synchronsprecherin bei Computerspielen.

## Leben
Cia Court war bereits ab 2000 Sprecherin für Werbeclips. Sie wurde ab 2008 in San Francisco zur Synchronsprecherin ausgebildet, ebenso nahm sie Schauspielunterricht. 2009 lieh sie der Figur Vi im Computerspiel League of Legends ihre Stimme. Bekannt wurde sie auch durch ihre Sprechrollen in The Wolf Among Us (als „Faith“) und Among the Sleep (als „Mother“).

## Synchronrollen (Auswahl)
- 2009: League of Legends
- 2013: The Wolf Among Us
- 2014: Among the Sleep
- 2014: Die Sims 4
- 2018: Command & Conquer: Rivals
- 2020: Helheim Hassle
- 2023: Honkai: Star Rail